# Tubac Golf Resort and Spa
Le Tubac Golf Resort and Spa est un hôtel américain situé à Tubac, dans le comté de Santa Cruz, en Arizona. Ouvert en 1959, cet établissement est membre des Historic Hotels of America depuis 2008. Il dispose d'un terrain de golf.